# Eleccions generals de l'Uruguai de 1946
Les eleccions generals de l'Uruguai de 1946 es van celebrar el diumenge 24 de novembre del 1946, en una primera i única volta, amb la intenció d'escollir un nou president de la República Oriental de l'Uruguai, càrrec que, fins a la data, ocupava el centredretà Juan José de Amézaga, en guanyar les eleccions del 1942 al costat d'Alberto Guani. També, segons aquest sistema, es van presentar els candidats a intendents municipals pels seus respectius departaments.
D'acord amb la Constitució del 1942, es van votar els càrrecs de president i de vicepresident. Va triomfar novament el Partit Colorado amb la fórmula de Tomás Berreta Gandolfo - Luis Batlle Berres, que va assumir l'1 de març de 1947. Juntament amb l'elecció del cap d'Estat, també es van votar els càrrecs de senador i de diputat.
Simultàniament es van celebrar les eleccions dels dinou governs departamentals. Va estar vigent el sistema pel qual es podien presentar lemes departamentals per escollir candidats segons conveniència local (a diferència d'altres eleccions, en les quals només es podien postular candidats per lemes nacionals).

## Candidats
Els candidats presidencials d'aquest any van ser:
- Pel PC: Tomás Berreta Gandolfo - Luis Batlle Berres (fórmula guanyadora); Rafael Schiaffino - Daniel Castellanos; i Alfredo Baldomir Ferrari - Juan Carlos Mussio Fournier.
- Pel PN: Luis Alberto de Herrera - Martín Recaredo Echegoyen; Basilio Muñoz - José Rogelio Fontela.
- Pel PNI: Alfredo García Morales - Leonel Aguirre.
- Pel PCU: Eugenio Gómez - Nicasio Romero.
- Per l'UCU: Joaquín Secco Illa - Dardo Regules.